# Аладдін (Дісней)
Аладдін (англ. Aladdin, араб.علاء الدين) — головний герой діснеєвських мультфільму, фільму та франшизи мультфільмів «Аладдін».

## Біографія
У Аладдіна було дуже важке дитинство (мати померла занадто рано, а батька він ніколи не знав), що врешті-решт відобразилося на його характері. Він був змушений красти їжу на місцевому ринку, щоб прогодувати себе та Абу (свою ручну мавпочку та вірного друга). Аладдін був безпритульним юнаком, поки не зустрів джина і завдяки йому врятував принцесу Жасмін від злого Джафара — візира султана.

## Про персонажа

### Характер
Аладдін доброзичливий і веселий хлопець, чесний, благородний, безстрашний, завжди готовий допомогти людям і провчити лиходіїв. Його не приваблюють казкові багатства і влада, найдорожчий для нього «скарб» — це його кохана Жасмін. Він цінує своїх вірних друзів. Віддає перевагу ночувати в своєму старому, скромному помешканні, проте, будучи в хороших відносинах з Султаном, іноді проводить час і в палаці. Аладдін зображений з великими очима, як і інші герої Діснея, щоб підкреслити невинність та щирість персонажа.

### Зовнішність
Аладдін - красивий, засмаглий, атлетичної статури хлопець. У нього чорне, розпатлане волосся. Він носить білі рвані шаровари з коричневим поясом, фіолетову жилетку на голе тіло і червону феску. Коли він став принцом, він почав носити білий одяг з жовтою облямівкою, чалму з фіолетовим пером і плащ з фіолетовою підкладкою. 

## Здібності персонажа
1. Стратег: Аладдін не раз продемонстрував свою спритність, завдяки чому йому не раз вдавалося перехитрити ворогів. У першому фільмі він продемонстрував, що здатний легко уникати захоплення вартою, навіть незважаючи на чисельну перевагу і перевагу в силі вартових.
2. Швидкість, спритність і рефлекси: Також Аладдін є дуже швидким і моторним, до того ж він чудово володіє своїми рефлексами.
3. Фехтування: Алладін продемонстрував здатності до фехтування, хоча навряд чи коли-небудь навчався цього.
4. Комунікація з тваринами: Алладін прекрасно розуміє мову мавпочки Абу.
5. Професійний злодій: Алладін - досвідчений злодій, який отримав свої навички з раннього дитинства.
6. Сила: Алладін не такий сильний, як Джинн або Джафар, однак теж має високий рівень витривалості та сили.

## Створення
Створення Аладдіна було одним з найголовніших проблем для творців мультфільму: ніхто не знав як повинен був виглядати Аладдін.
За словами Джона Маскера, творця мультфільму «Аладдін»:
Спочатку Аладдін був набагато молодший, ніж видно зараз. Ми також зробили його більш високим, але менш вдалим. До сюжету ми додали ще й його мати. [...] Але пізніше ми прийняли рішення зробити його дорослішим, мускулістіше і більш вдалим. Спочатку йому було 13 років, але ми змінили вік до вісімнадцяти.Оригінальний текст (англ.)
In early screenings, we played with him being a little bit younger, and he had a mother in the story. [...] In design he became more athletic-looking, more filled out, more of a young leading man, more of a teen-hunk version than before." He was initially going to be as young as 13, but that eventually changed to eighteen.— 
Анімацією Аладдіна займався аніматор Глен Кін. При створенні зовнішнього вигляду персонажа Кін використовував зовнішності відомих акторів і підліткових ідолів. Головними прототипом для Аладдіна став актор Майкл Дж. Фокс, але пізніше творці фільму вирішили, що новий дизайн Аладдіна виглядає занадто хлоп'ячим і недостатньо привабливим. Пізніше Кін взяв в основу Тома Круза і Кельвіна Кейна. Дизайн штанів Аладдіна був запозичений у репера MC Hammer.

### Озвучування
Спочатку озвучувати Аладдіна повинен був співак Бред Кейн, але пізніше творці фільму призначили його тільки на озвучування вокалу персонажа. В оригінальній версії його озвучують актор Скотт Уейнджер, а українською дублював Арсентій Примак.

## Появи

### Якось у казці
Аладдін також з'явився в американському телесеріалі «Якось у казці», його перша поява відбулася в 1 епізоді 6 сезону, його зіграв Деніз Акденіз.
Також в серіалі з'явились персонажі казки "Аладдін".

### Інші появи
Аладдін має невелику роль в мультсеріалі «Мишачий будинок» і двох повнометражних мультфільмах. Він також з'являється як один з головних персонажів в епізоді-кросовері в мультсеріалі «Геркулес».
Відеоігри
Аладдін з'являється в комп'ютерних іграх за мотивами мультфільмів Disney's Aladdin (Capcom), Disney's Aladdin (Virgin Interactive), Disney's Aladdin in Nasira's Revenge, Aladdin's Magic Carpet Racing, Aladdin's Chess Adventures.
Kingdom Hearts
Аладдін з'являється в серії ігор Kingdom Hearts. У першій грі Жасмін викрадають Джафар і зла чаклунка Малефісента, а Аладдін за допомогою Сори намагається врятувати її.